# دیدسنج

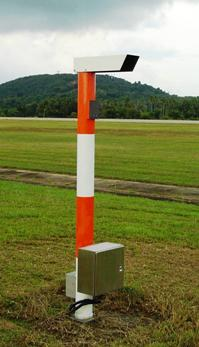
دیدسنج باند فرودگاه

دیدسنج ابزاری است برای اندازه‌گیری ضریب تضعیف نور در اتمسفر و برای تعیین میزان دید. این دستگاه با فرستادن شعاعی از نور متمرکز باریک (معمولاً لیزر) کار می‌کند.